# Stanisław Muszkat

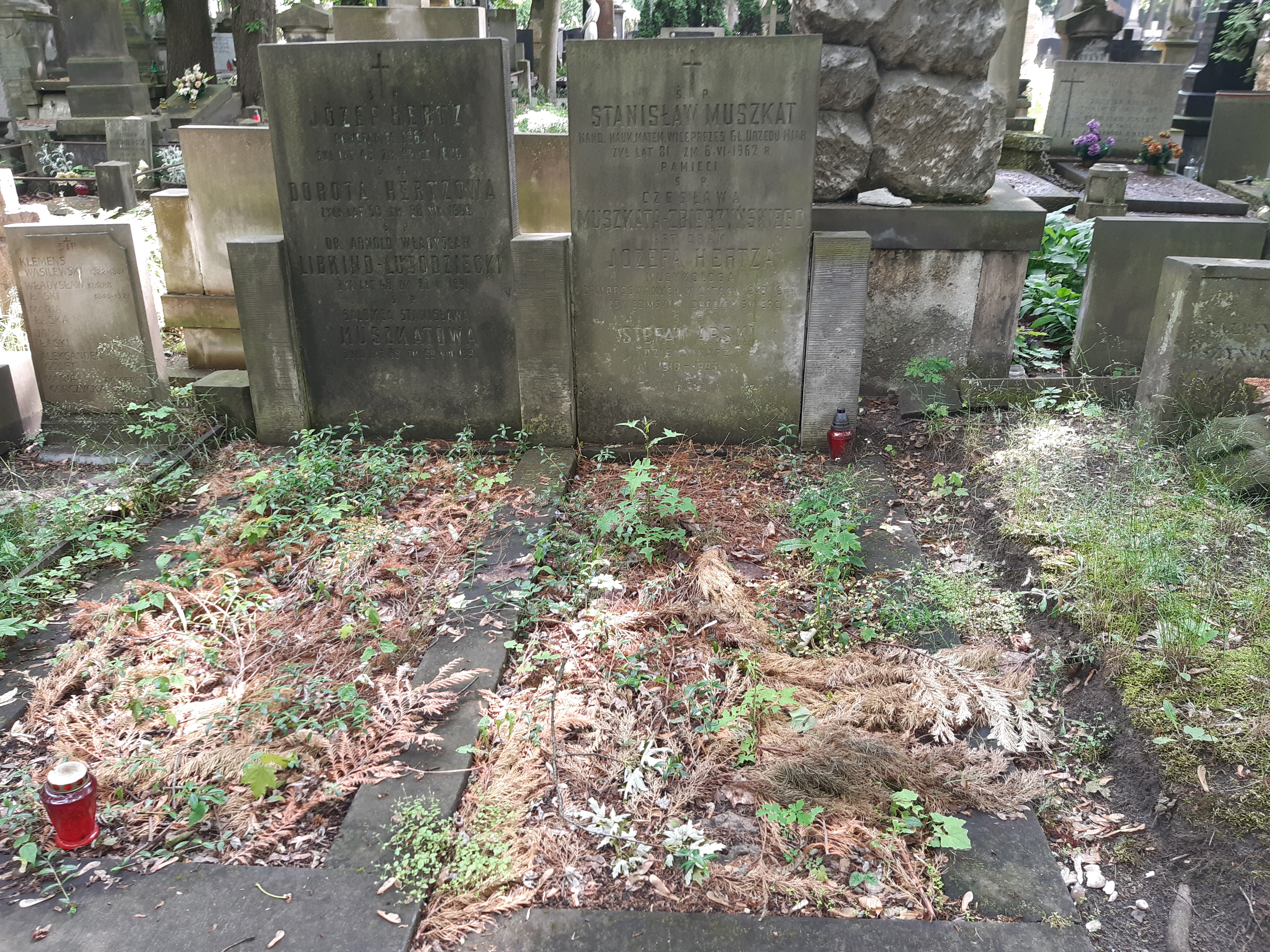
Grób Stanisława Muszkata na cmentarzu Powązkowskim

Stanisław Zygmunt Muszkat (ur. 1 czerwca 1881 w Warszawie, zm. 6 czerwca 1962 tamże) – współtwórca polskiej administracji miar, wicedyrektor Głównego Urzędu Miar

## Życiorys
Po ukończeniu III Filologicznego Gimnazjum Męskiego w 1899 roku podjął studia na Wydziale Matematyczno-Fizycznym Cesarskiego Uniwersytetu Warszawskiego. Jego wykładowcą matematyki był prof. Mikołaj Zinin, który jednocześnie kierował nowo powstałym w 1900 roku warszawskim Oddziałem Głównej Izby Miar i Wag w Petersburgu (OGIMiW). Poszukując młodych ludzi do pracy Zinin zachęcił Muszkata do podjęcia zatrudnienia w Oddziale jeszcze przed uzyskaniem dyplomu, na statusie praktykanta (bez uposażenia). Praca ta wywarła zasadniczy wpływ na jego dalsze życie, ponieważ ukierunkowała jego zainteresowanie zawodowe w kierunku metrologii i administracji miar. W 1903 roku Muszkat ukończył studia - Zinin zaproponował mu złożenie egzaminu legalizatorskiego oraz stałe zatrudnienie w OGIMiW. Muszkat pojechał do Petersburga, gdzie przed komisją Głównej Izby Miar i Wag zdał pomyślnie egzamin i na tej podstawie na początku 1904 roku uzyskał mianowanie na legalizatora i zatrudnienie w Filii V Oddziału w Lublinie. Szybko awansował, bo już cztery lata później został starszym legalizatorem i faktycznym kierownikiem Filii. Zajmował to stanowisko do połowy 1915 r., tj. do czasu ewakuacji wojsk carskich i włączenia byłej guberni lubelskiej w skład obszaru okupacji austriackiej. Pod koniec grudnia 1915 roku dawną Filię przemianowano na Inspektorat Cechowniczy Miar i Wag Generałgubernatorstwa Wojskowego, a Muszkata zatrudniono jako pracownika kontraktowego na stanowisku inspektora i szefa Inspektoratu.

### Dwudziestolecie międzywojenne
Kierowany przez niego urząd był zawsze ostoją polskości. Udowodnili to pracownicy, którzy wraz ze swym przełożonym przystąpili do strajku solidarnościowego, gdy na mocy porozumienia zawartego 9 lutego 1918 roku między Niemcami i Austro-Węgrami a tzw. Ukraińską Radą Centralną, Chełmszczyzna została włączona do nowo powstałej Republiki Ukraińskiej. Przewidując odzyskanie przez Polskę niepodległości Muszkat rozpoczął szkolenie wybranych kandydatów (Polaków) na pracowników w przyszłej polskiej administracji miar. Przygotowywał ich do pracy biurowej i praktycznej zarówno w urzędzie, jak i w miejscowych fabrykach wag (Wilhelma Hessa i „Ideal”) oraz w punktach legalizacyjnych. Nabór ułatwiała mu praca wykładowcy matematyki (1908–1919) w 8-klasowej Męskiej Szkole Handlowej w Lublinie (obecnie Zespół Szkół Ekonomicznych w Lublinie im. A. i J. Vetterów). W tym czasie, wraz z Edwardem Supronowiczem, opracował ceniony podręcznik trygonometrii dla szkół średnich (1918). Z myślą o wolnym kraju, jeszcze w dotychczasowych strukturach administracyjnych, zabiegał o utworzenie kilku nowych urzędów miar. Powstały one w Kielcach (1917), Radomiu (1918) i w Piotrkowie Trybunalskim (1919). Umiał skutecznie argumentować, zabiegać o kredyty u władz lokalnych i w Wiedniu. Powstałe Urzędy wyposażył w sprzęt pomiarowy, który służył administracji miar jeszcze częściowo w latach 60. XX w. Uzyskał też dla tych urzędów zgodę władz na posługiwanie się stemplami z wizerunkiem godła polskiego oraz na własną odpowiedzialność nakazał przewzorcowanie narzędzi mierniczych na jednostki metryczne. Po utworzeniu 7 listopada 1918 roku w Lublinie Rządu Tymczasowego podjął natychmiast pracę w polskiej służbie państwowej jako inspektor okręgowy – kierownik Okręgu Administracji Miar w Lublinie. Już w pierwszych dniach funkcjonowania nowej władzy potrafił przejawić skuteczność działania na tyle, że personel otrzymał bardzo szybko pierwsze pobory. W maju 1919 roku został mianowany nadinspektorem. Pod koniec tegoż roku wyjechał do Warszawy na polecenie Dyrektora Głównego Urzędu Miar Zdzisława Rauszera i od lutego 1920 roku został wicedyrektorem Głównego Urzędu Miar.
Po podpisaniu Traktatu Wersalskiego nastał gorący okres tworzenia polskiej państwowości i zrębów administracji miar. Działo się to w kraju o nieustalonych granicach, z konfliktami etnicznymi i narodowościowymi. Jednym ze spornych obszarów był wówczas Śląsk Cieszyński, na którego terenie powstał organ tymczasowy ds. administracji miar – Zastępcza Nadinspekcja Urzędów Miar Śląska Cieszyńskiego (ZNUMŚC). Do kierowania nim dyrektor Rauszer powołał swojego zaufanego wicedyrektora Muszkata. Istniejące byłe urzędy cechownicze w Bielsku i Cieszynie Muszkat w krótkim czasie zreorganizował, dostosowując ich strukturę do wymogów stawianych przez GUM. Personel czeski zastąpił polskim i wdrożył polskie prawo o miarach, dzięki czemu urzędy płynnie przejęły wszystkie czynności wykonywane dotąd w systemie austriackim i zaadaptowały się do nowych zadań. Pracy w ZNUMŚC nie traktował jako „zesłania” - dla niego było to wyzwanie. Po opanowaniu sytuacji powierzył swe obowiązki zaufanemu zastępcy (inż. Jan Werner), a sam wrócił do Warszawy i włączył się w wykonywanie bieżących obowiązków wicedyrektora GUM. Uczestniczył w podziale kraju na okręgi administracji miar, koordynował pracę działów: organizacyjno-prawnego, finansowego, budżetowego i głównego inspektoratu kontroli wewnętrznej GUM. Nadzorował też całokształt spraw organizacyjnych, prawnych i finansowych w okręgowych urzędach miar. W latach 30. koncentrował się na doskonaleniu wcześniej opracowanych przepisów i uczestniczył w przygotowywaniu nowych. W 1933 roku został mianowany zastępcą komendanta XI okręgu Obrony Przeciwlotniczej Kraju w Warszawie (komendantem był nie kto inny jak Zygmunt Rauszer) i pełnił tę funkcję aż do wybuchu wojny, a potem dalej we wrześniu 1939 roku podczas obrony stolicy.

### Okres II wojny światowej
W czasie okupacji niemieckiej, w dużej mierze dzięki jego odważnej postawie, udało się zachować niezależny charakter urzędu, na ile to było możliwe w ówczesnej rzeczywistości. Podczas wrześniowych nalotów budynek przy ul. Elektoralnej był celem bombardowań, ale ataki te nie spowodowały większych szkód. Zniszczony został przejazd bramny, biblioteka i część wyposażenia. Personel Urzędu został okrojony – część powołano do wojska, część zginęła, część musiała zostać zwolniona. Jednak Muszkat wraz z Rauszerem, na tyle na ile byli w stanie, przywracali normalne funkcjonowanie. Pozyskiwali urządzenia i elementy wyposażenia pracowni, zabezpieczali ocalały dobytek i ściągali do pracy dostępnych im pracowników przedwojennej administracji miar. Do roku 1941 władze niemieckie nie wykazywały większego zainteresowania działalnością GUM, co umożliwiało mu funkcjonowanie mocą prawa Rzeczypospolitej o zasięgu ograniczonym okupacyjnymi realiami. W tym roku zarząd legalizacyjny Generalnej Guberni przysłał z Krakowa niemieckiego nadzorcę Heinricha Wichmana, Saksończyka z pochodzenia (szypra z zawodu), który pozostał na tym stanowisku do wybuchu powstania warszawskiego, Muszkat natomiast pozostawał cały czas na stanowisku wicedyrektora GUM. Dnia 9 sierpnia 1944 roku, kiedy budynek GUM znalazł się w obszarze najcięższych walk powstańczych, został aresztowany przez Niemców i wywieziony do Obozu Burgweide pod Wrocławiem. Stamtąd, 2 września przetransportowano go do Katowic, do pracy przymusowej na najniższym stanowisku w niemieckim urzędzie miar. Jeszcze przed końcem wojny i ustąpieniem Niemców Muszkat przyczynił się do repolonizacji kadry urzędu, a po wkroczeniu do miasta Armii Czerwonej razem ze Zdzisławem Rauszerem podjął działania na rzecz odbudowy urzędów miar. Czynił to już po raz drugi, lecz w znacznie trudniejszych warunkach niż po pierwszej wojnie światowej – w doszczętnie zniszczonym kraju, przy pomocy zdziesiątkowanej, rozproszonej kadry i bez funduszy.

### Okres powojenny
W dniu 1 lutego 1945 roku oficjalnie objął stanowisko wicedyrektora GUM i p.o. naczelnika Okręgowego Urzędu Miar w Katowicach. Dzięki natychmiastowym decyzjom zapobiegł rabunkowi mienia urzędów miar przez wycofujących się Niemców i rodzimych szabrowników oraz wywózce łupów wojennych przez wojska radzieckie. W dużej mierze jemu można zawdzięczać, że wiele sztuk cennej aparatury zasiliło później odbudowane laboratoria GUM. W listopadzie 1945 roku, w uznaniu dorobku badawczego i organizacyjnego, Ministerstwo Oświaty nadało mu status pracownika naukowego (jako jednemu z dwóch pracowników GUM, drugim był Henryk Dziewulski). Muszkat był znakomitym znawcą polskiego i zagranicznego prawa o miarach. Ułatwiała mu to znajomość kilku języków obcych, dzięki czemu miał możliwość gruntownej analizy przygotowanych projektów dokumentów (przepisów i instrukcji legalizacyjnych) przed zakwalifikowaniem ich do ustanowienia. Przypisuje się mu współautorstwo co najmniej czterech aktów techniczno-prawnych o podstawowym znaczeniu, tj.: Rozporządzenia Prezydenta Rzeczypospolitej Polskiej z dnia 16 marca 1928 roku o zmianie dekretu o miarach z dnia 8 lutego 1919 roku, Dekretu z 19 kwietnia 1951 roku o organach administracji miar i narzędziach mierniczych, Przepisów legalizacyjnych o narzędziach mierniczych z dnia 9 lutego 1948 roku, Rozporządzenia Rady Ministrów z dnia 1 lipca 1953 roku w sprawie prawnie obowiązujących jednostek miar. W 1951 roku, wraz ze zmianą statusu GUM, otrzymał nominację na wiceprezesa instytucji. Po 54 latach niezwykle odpowiedzialnej i ofiarnej pracy w administracji miar odszedł na emeryturę w maju 1958 roku. Do końca życia nie zerwał jednak kontaktów z instytucją.
Zmarł 6 czerwca 1962 roku i spoczął na cmentarzu Powązkowskim w Warszawie (kwatera 64-VI-19,20).

## Praca społeczna
W swym bogatym życiu zawodowym znajdował czas na pracę społeczną. Od 1907 roku należał do Towarzystwa Oświatowego „Światło”, które powołało do życia projekt „Uniwersytet dla Wszystkich” z cyklami popularnych wykładów. Wypracowaniem programu zajęła się specjalna komisja, do której weszli przede wszystkim nauczyciele. Po ustaleniu programu komisja się rozwiązała, a na jej miejsce powołano Zarząd, w skład którego wszedł m.in. Muszkat. W tym samym roku zaangażował się równolegle w inny projekt - opiekę nad zorganizowaną rok wcześniej Biblioteką Publiczną im. Hieronima Łopacińskiego w ramach Komitetu Towarzystwa Bibijoteki Publicznej im. Hieronima Łopacińskiego. Jako nauczyciel w Lublinie w latach 1908–1919 działał jako członek i sekretarz Zarządu Oddziału Lubelskiego Związku Nauczycielstwa Polskiego. W okresie 1919–1934 był Członkiem Zarządu Stowarzyszenia Urzędników Państwowych Oddziału Lubelskiego, a potem Warszawskiego. W latach 1933–1939 był Członkiem Zarządu Klubu Sportowego „Rodzina Urzędnicza”, a od 1951 roku Zrzeszenia Sportowego „Kolejarz”. Od 1946 r. działał jako członek Śląsko-Dąbrowskiego Towarzystwa Naukowego.
Nigdy nie należał do żadnej organizacji politycznej i nie wykorzystywał swych koneksji rodzinnych w celu robienia kariery zawodowej.

## Odznaczenia i wyróżnienia
- Krzyż Oficerski Orderu Odrodzenia Polski (7 listopada 1925)[12]
- Złoty Krzyż Zasługi (dwukrotnie: 1938, 1954)